# 侯芙生
侯芙生（1923年11月28日—2018年10月31日），江苏无锡人，炼油及石油化工专家，中国工程院院士，中国石化集团公司教授级高级工程师。

## 生平[1]
- 1947年，毕业于上海暨南大学获理学士学位。
- 1995年，当选中国工程院院士。